# Honda e:Ny1
L'Honda e:Ny1 (prononcé « Anyone » en anglais, ou « n’importe qui » en français) est un SUV électrique du constructeur automobile japonais Honda produit à partir de 2023. Elle est la version électrique de la 3e génération du Honda HR-V.

## Présentation
La Honda e:Ny1 est présentée le 14 mai 2023.

## Caractéristiques techniques
La Honda e:Ny1 est basée sur la plateforme technique e:N architecture F qu'elle partage avec les Honda e:NP1 et e:NS1 produits en Chine avec les constructeurs locaux Dongfeng et GAC.

### Motorisation
L'e:Ny1 est dotée d'un moteur électrique positionné sur l'essieu avant, d'une puissance de 150 kW (204 ch) pour 310 N m de couple, associé à une batterie d'une capacité de 68,8 kWh (61,9 kWh nette) lui autorisant une autnonomie de 382 km.
| Logo de Honda                             | Honda                 |
| Logo de Honda                             | e:Ny1                 |
| ----------------------------------------- | --------------------- |
| Puissance moteur (kW)                     | 150                   |
| Puissance maximale (ch)                   | 204                   |
| Couple maximal (N m)                      | 310                   |
| Vitesse maximale (km/h)                   | 160                   |
| 0-100 km/h (s)                            | 7,6                   |
| Transmission                              | Traction              |
| Masse à vide (kg)                         | 1752                  |
| Batterie                                  |                       |
| Type                                      | Lithium-ion           |
| Capacité brute (kWh)                      | 68,8                  |
| Capacité nette (kWh)                      | 61,9                  |
| Autonomie (WLTP) (km)                     | 412                   |
| Consommation (WLTP) (kWh/100 km)          | 18,2                  |
| Puissance de charge                       |                       |
| en courant alternatif monophasé (AC) (kW) | 7,4                   |
| en courant alternatif triphasé (AC) (kW)  | 22                    |
| en courant continu (DC) (kW)              | 78                    |
| Temps de recharge                         |                       |
| sur une prise domestique 2,3 kW (AC)      |                       |
| sur une Wallbox 3,7 kW (AC)               |                       |
| sur une Wallbox 11 kW (AC)                | 6 heures (10 à 80%)   |
| sur une borne 22 kW (AC)                  |                       |
| sur une borne rapide 78 kW (DC)           | 45 minutes (0 à 80 %) |

## Finition
- Advance[8]